# Lotus pedunculatus
Lotus pedunculatus Cav., frequentemente referido pelo sinónimo taxonómico Lotus uliginosus ou pelos nomes comuns de trevina e trevinha, é uma espécie da família Fabaceae cultivada como leguminosa forrageira nas regiões temperadas de ambos os hemisférios, com particular uso em solos encharcados e ácidos.

## Descrição
A espécie L. pedunculatus é uma espécie herbácea perene, bem adaptada a ambientes muito húmidos, originária da Europa, onde ocorre em zonas alagadiças e margens de turfeiras.
A espécie destaca-se em tamanho entre o género Lotus, antingindo os 20–80 cm de altura, com grandes folhas cujos folíolos atingem em condições favoráveis 10–25 mm de comprimento e 10–20 mm de largura.
As flores ocorrem em inflorescências do tipo umbeliforme no topo de longos pedúnculos erectos, com 5-12 flores cada, de coloração amarelo-dourada, com 10–18 mm de comprimento.

## Galeria

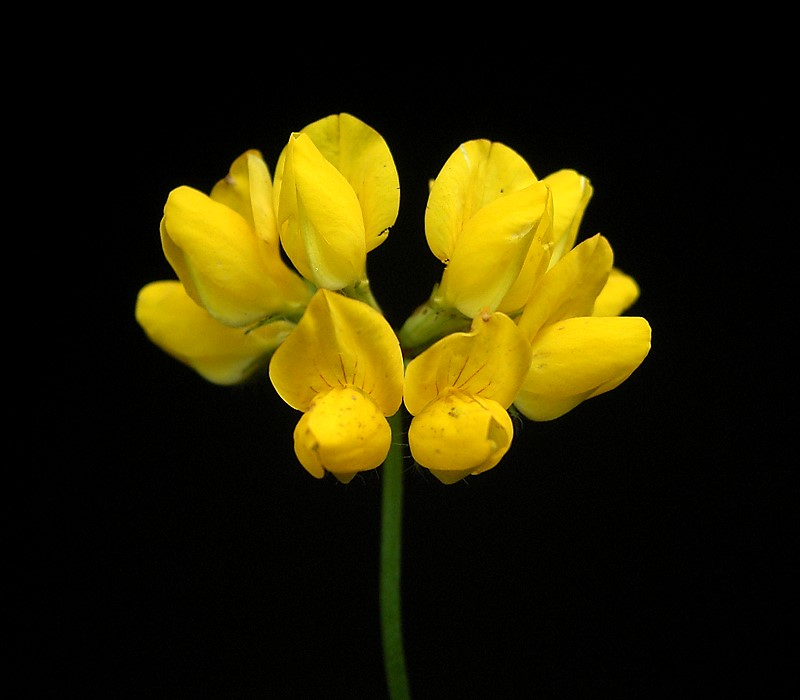
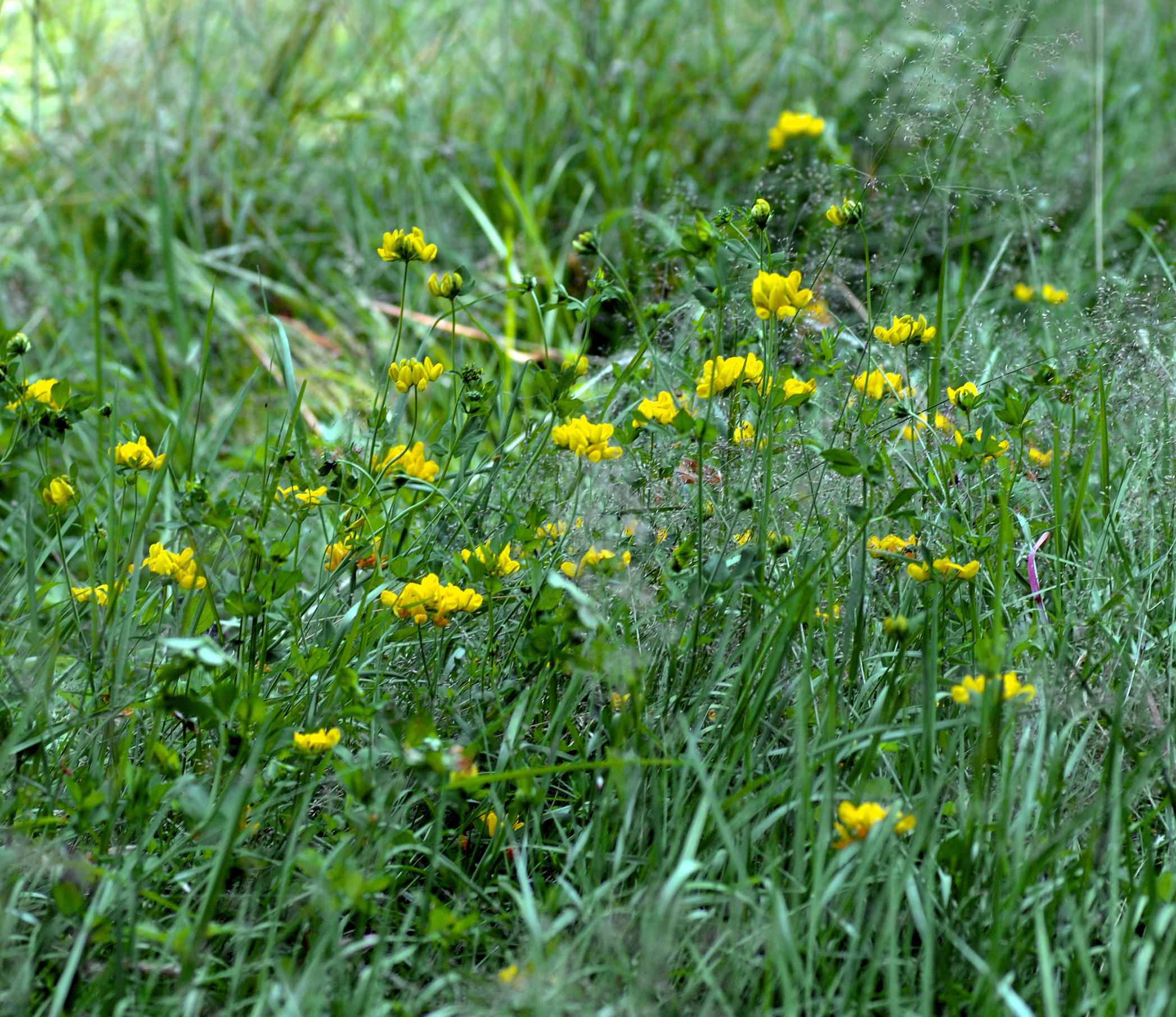
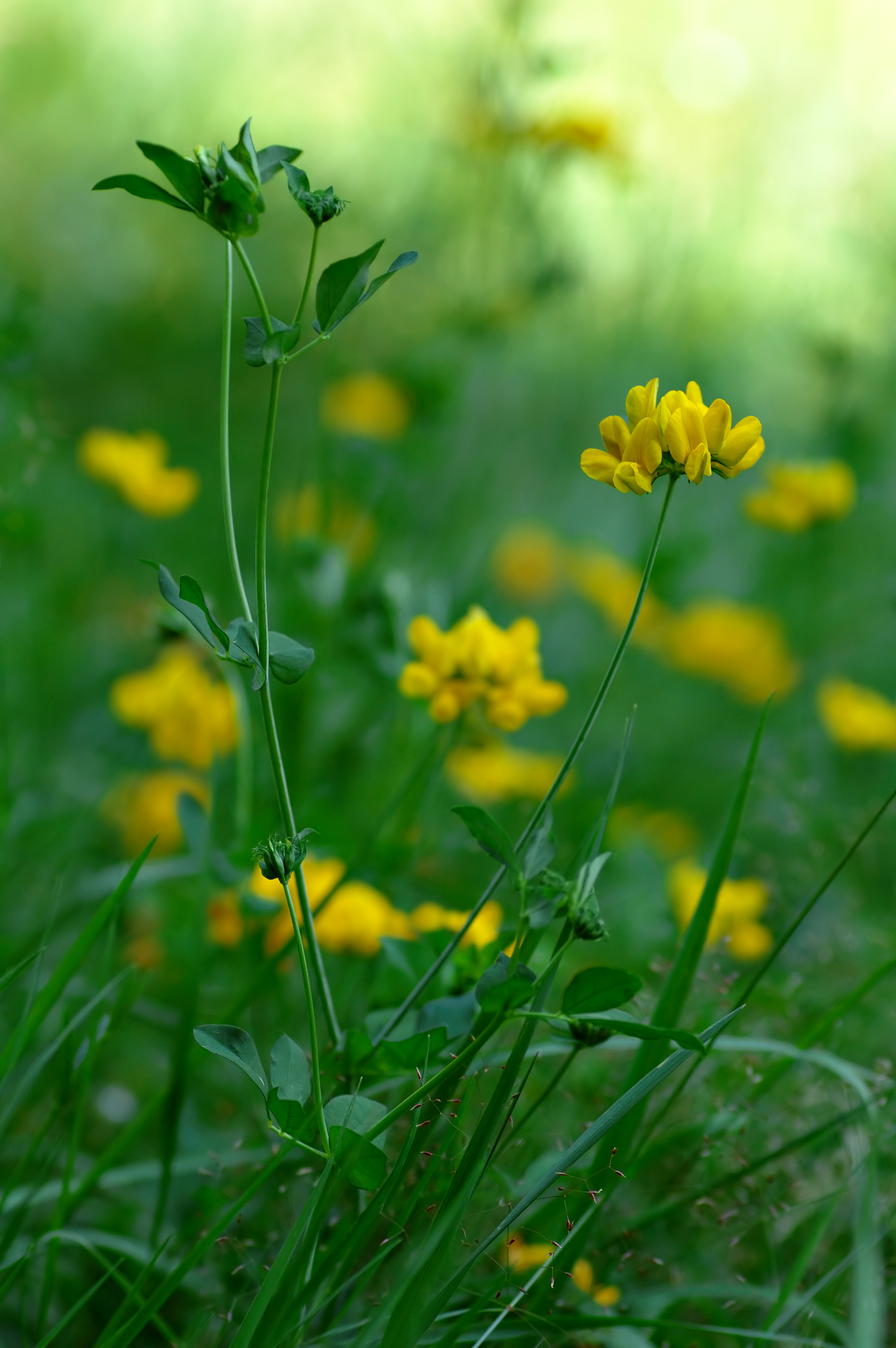
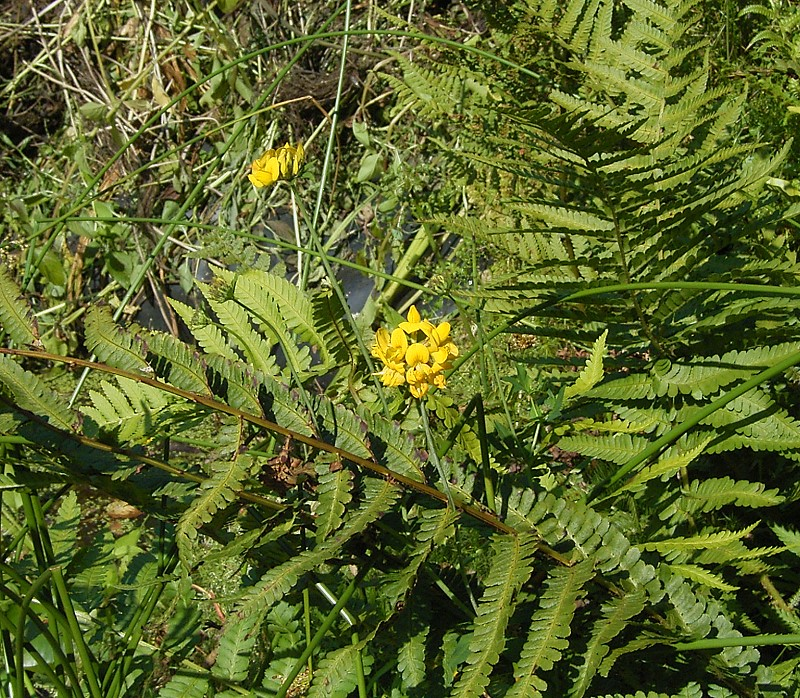
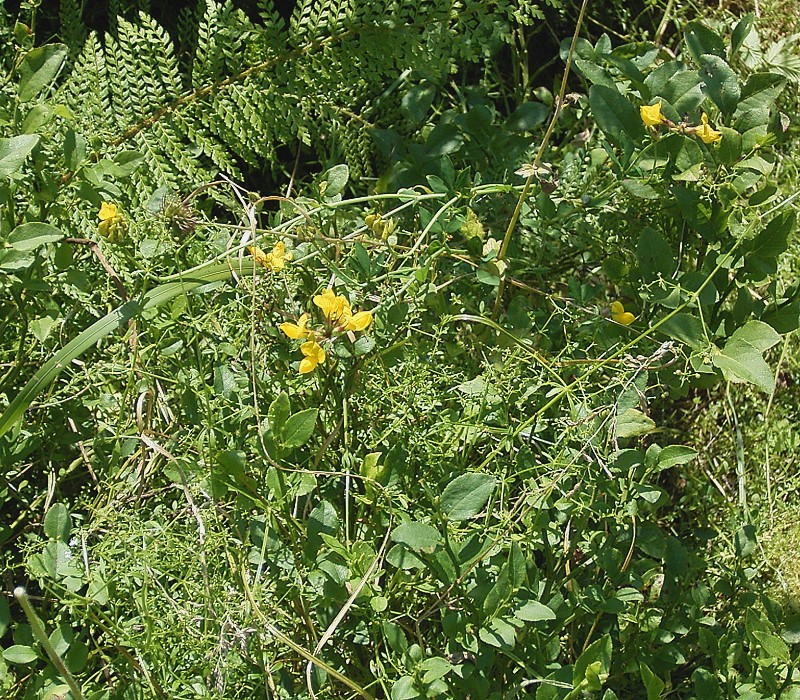
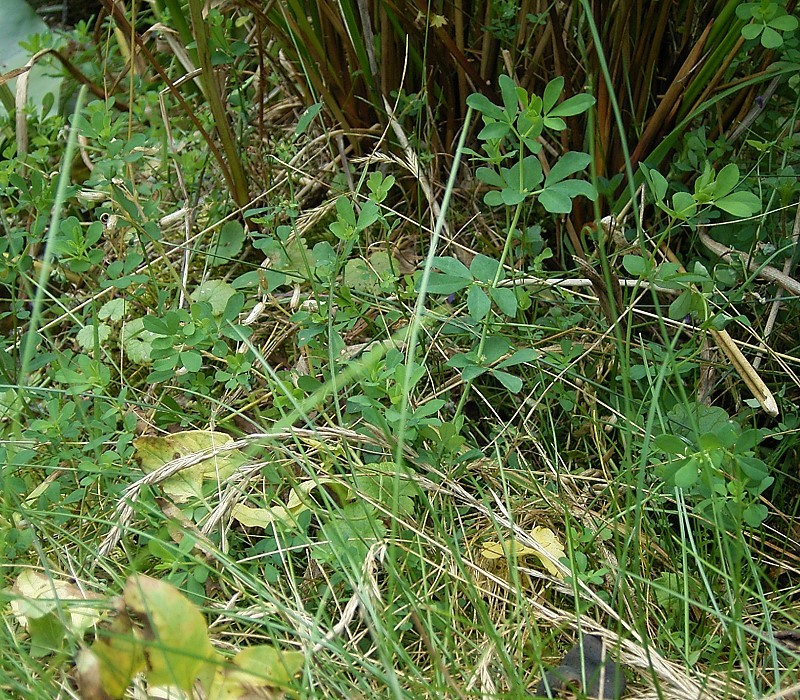
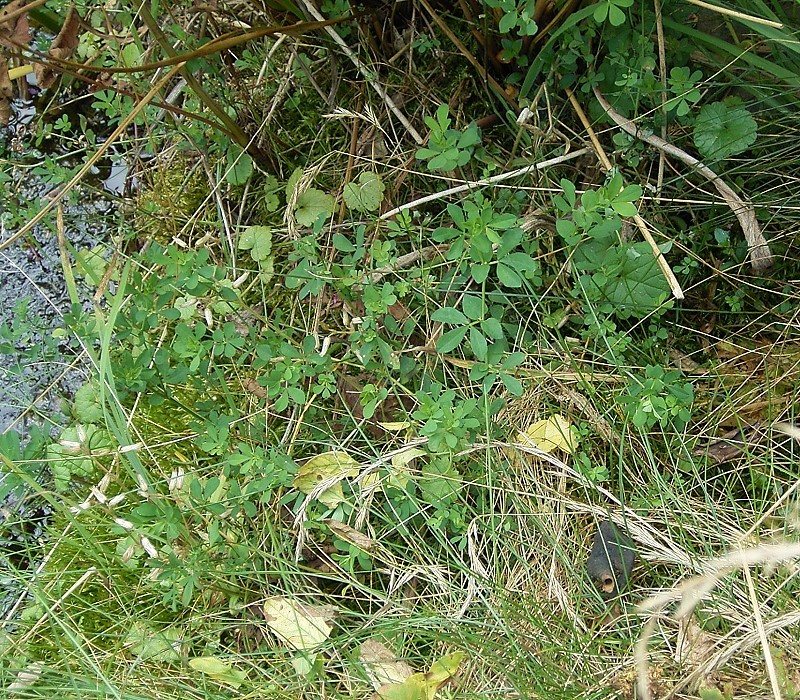
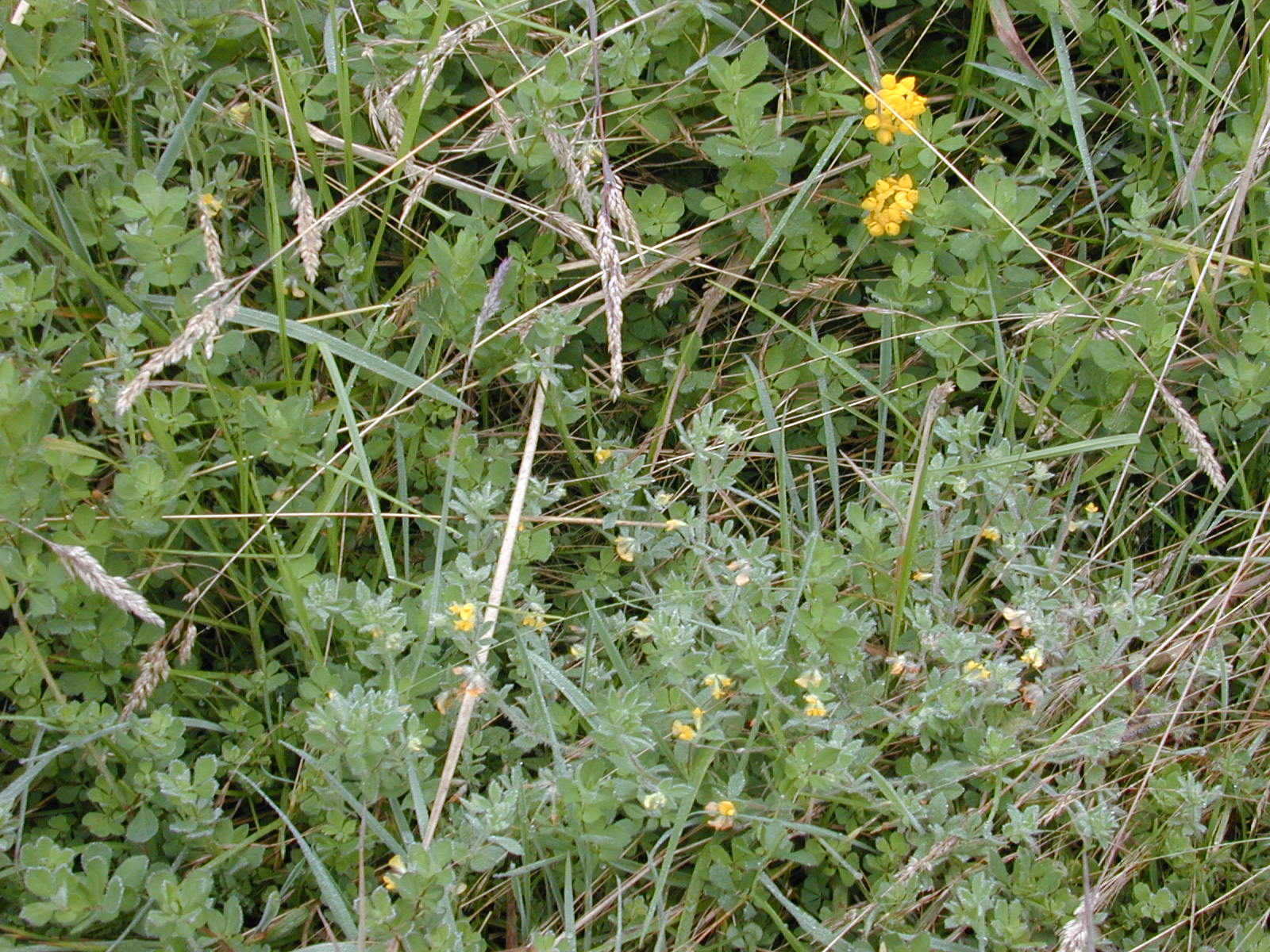
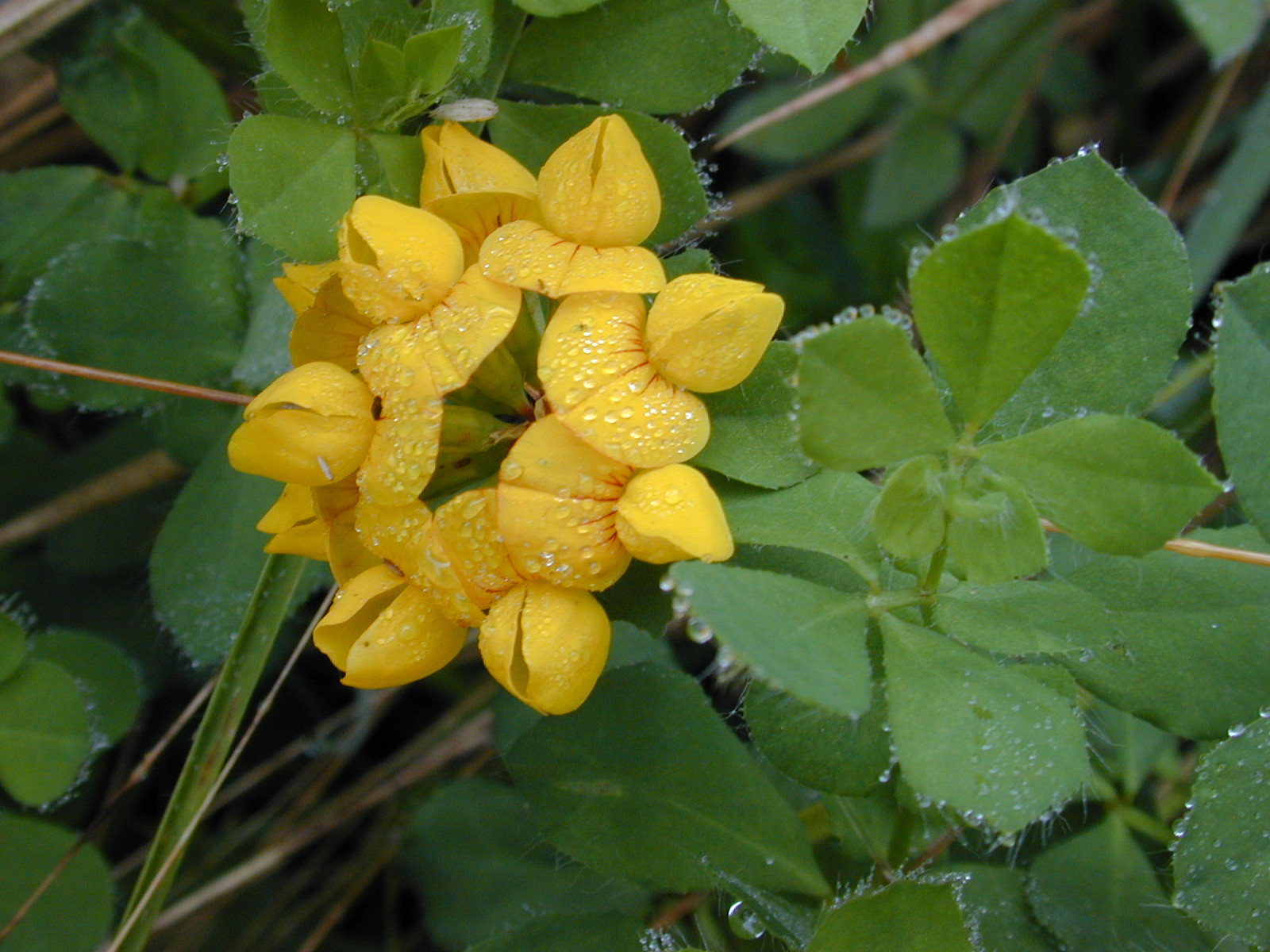
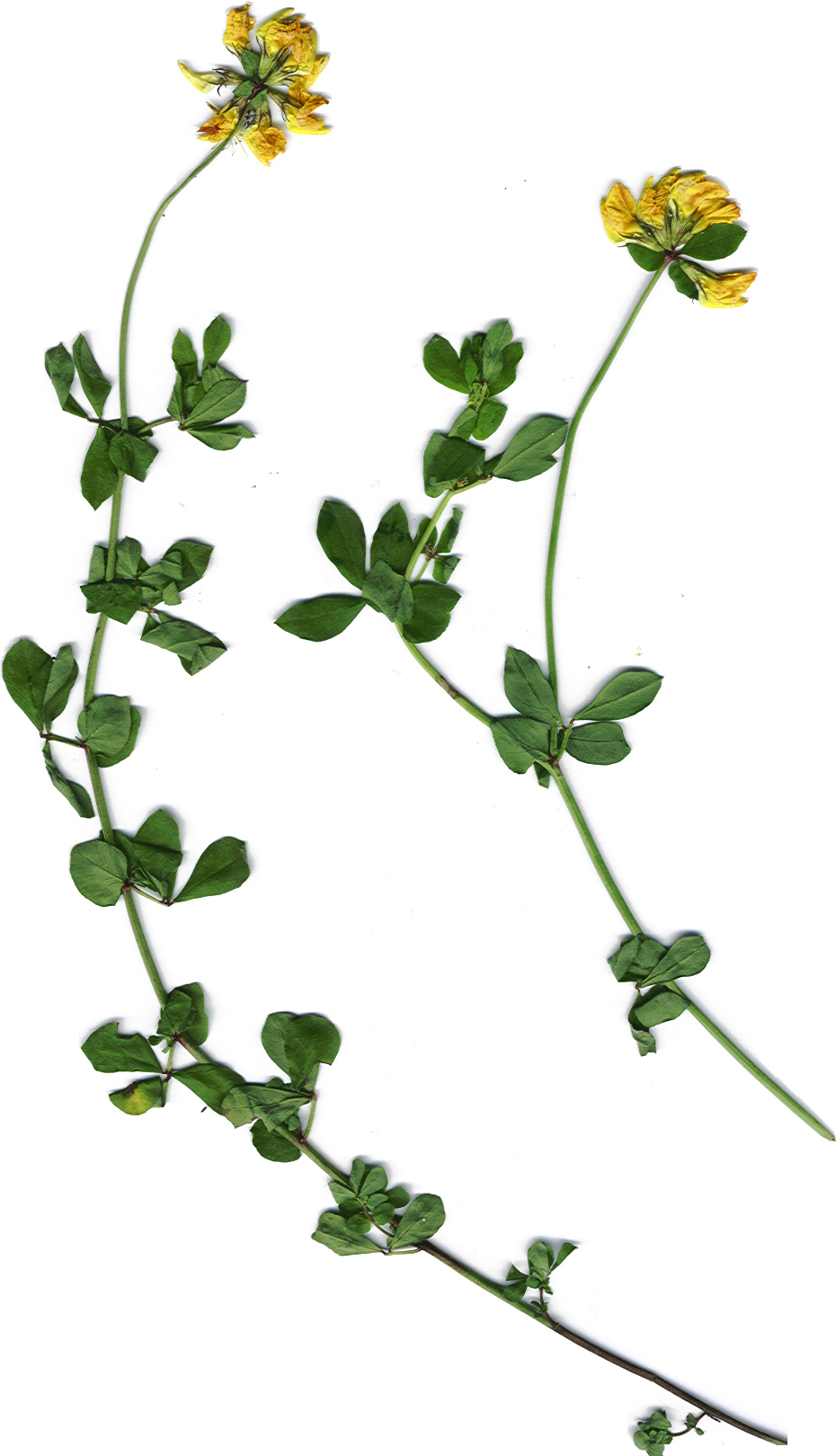
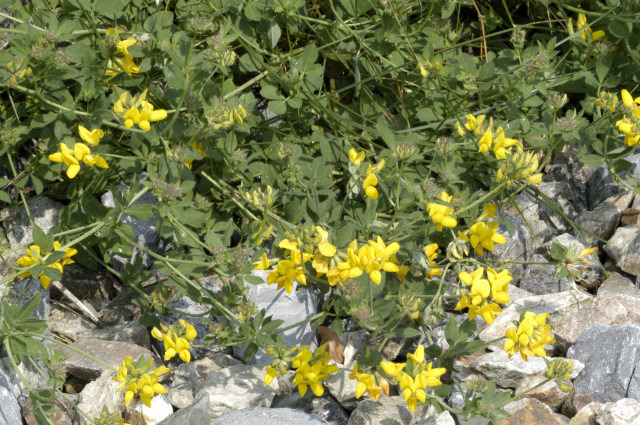
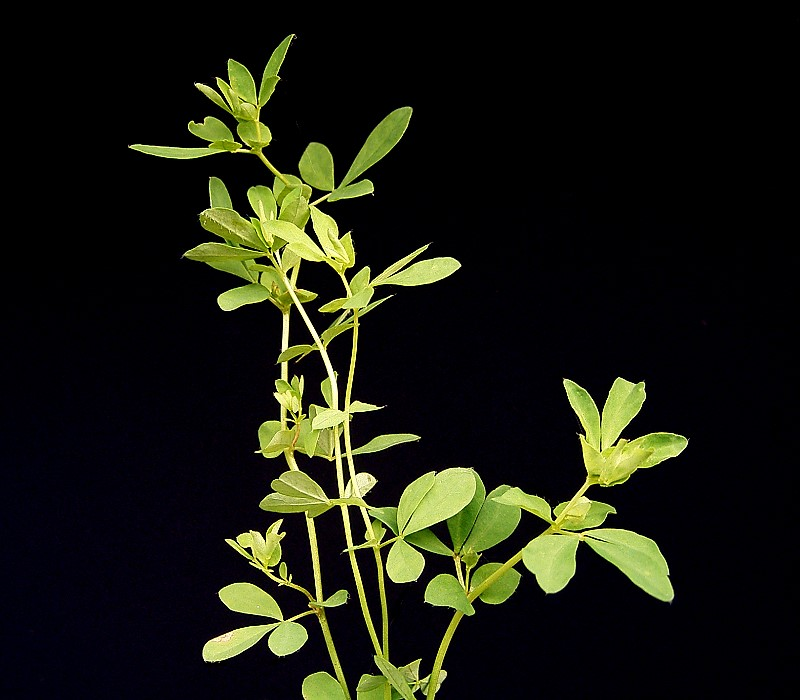